# Gigi Goode
Gigi Goode (Woodstock, 2 de diciembre de 1997) es una drag queen estadounidense y personalidad de telerrealidad conocida por ser finalista en la duodécima temporada del concurso televisivo RuPaul's Drag Race. Después de su aparición en Drag Race, Goode participó en la serie de conciertos Drive 'N Drag, apareció en varios vídeos musicales y participó en un desfile de modas de Savage X Fenty. En 2020, recibió un premio People's Choice Award.

## Temprana edad y educación
Goode nació el 2 de diciembre de 1997 en Woodstock, Illinois, y tiene ascendencia escocesa y escandinava. Su madre, Kristi, es diseñadora de interiores y vestuario. Goode conoció la cultura LGBT a la edad de 12 años gracias a su tío abiertamente gay. Comenzó a hacer drag a una edad temprana con la ayuda de su madre, quien inicialmente lo desaprobaba, y actuó drag en público por primera vez a los 15 años Ha dicho que su drag "se volvió muy inspirado en los años cincuenta y cuarenta".
Goode asistió a Woodstock High School, donde se graduó en 2016. Asistió a la Universidad Millikin en Decatur, Illinois, donde se especializó en arte y recibió el premio de arte David S. Monroe en 2017, que honra "logros sobresalientes en el arte, reconociendo a los estudiantes por su especialización, excelencia en su trabajo y exhibiendo una actitud profesional". Más tarde abandonó Millikin y se mudó a Los Ángeles.

## Carrera

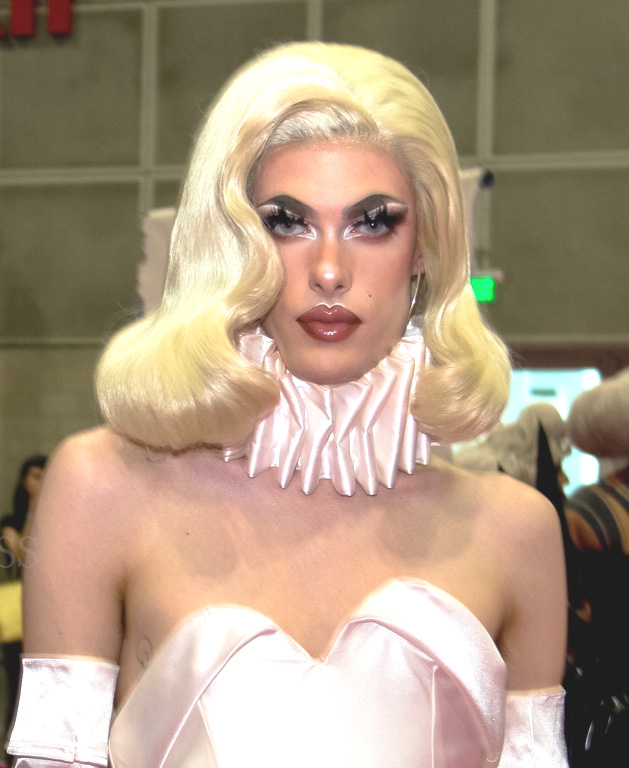
Gigi Goode en 2019

En 2020, Goode compitió en la duodécima temporada de la serie de telerrealidad RuPaul's Drag Race, donde fue la concursante más joven de la temporada. Finalizó la temporada en segundo lugar. Goode y su madre colaboraron en muchos de los conjuntos que usó en el programa. Ganó los desafíos principales en los episodios 4, 6, 7 y 12. Obtuvo la victoria en el desafío Madonna: The Unauthorized Rusical, en el séptimo episodio. Durante el Snatch Game, imitó a Maria the Robot, un personaje basado en el robot humanoide experimental Sophia. Jezabel calificó su interpretación de María como "oro de la comedia física" e "increíblemente ingeniosa". Los críticos elogiaron la actuación de Goode en el programa, destacando sus habilidades en la moda y la comedia.
Goode participó en Werq the World Battle Royale, un espectáculo drag y de recaudación de fondos transmitido en vivo que se llevó a cabo durante la pandemia de COVID-19. A mediados de 2020, fue una de las doce ex concursantes de Drag Race que fueron elegidas para la serie de conciertos Drive 'N Drag. Goode apareció en el especial de variedades de World of Wonder con temática de Halloween Bring Back My Ghouls con otras concursantes de la temporada 12 de Drag Race en octubre de 2020.
Goode apareció en el vídeo musical de la versión de 2018 de Chester Lockhart de «I Put a Spell on You». En 2020, ella y su compañera concursante de Drag Race Valentina aparecieron en el vídeo musical de «I'm Ready» de Sam Smith y Demi Lovato. Goode y sus compañeras concursantes de Drag Race, Jaida Essence Hall y Shea Couleé, aparecieron en el desfile de moda Savage X Fenty y en el especial de Amazon Prime Video Savage X Fenty Show Vol. 2. En la 46.ª edición de los People's Choice Awards, ganó un premio en la categoría "Participante de concurso de 2020".

## Vida personal
Inicialmente se identificó como de género fluido en RuPaul's Drag Race, pero luego se declaró persona trans y no binaria el 29 de agosto de 2021, con un video en Instagram. Anunció que en enero de 2021 inició una terapia de reemplazo hormonal y se sometió a una cirugía de feminización facial. Goode usa los pronombres she/her (ella).
Durante la cuarentena en 2020, vivía con la House of Avalon, con sede en Los Ángeles, que fue descrita por Liam Hess de Vogue como un "grupo de creativos queer", en abril de 2020.

## Filmografía

### Televisión
| Año  | Título                       | Rol        | Notas                                             |
| ---- | ---------------------------- | ---------- | ------------------------------------------------- |
| 2020 | RuPaul's Drag Race           | Ella misma | Finalista (temporada 12)                          |
| 2020 | RuPaul's Drag Race: Untucked | Ella misma | Concursante                                       |
| 2020 | Savage X Fenty Show Vol. 2   | Ella misma |                                                   |
| 2021 | Generación                   | Drag queen | Episodio There's Something About Hamburger Mary's |
| 2023 | Drag Me To Dinner            | Ella misma | Hulu                                              |
| 2023 | Avalon TV                    | Ella misma | World of Wonder                                   |

### Series web
| Año  | Título               | Ref    |
| ---- | -------------------- | ------ |
| 2020 | Whatcha Packin'      | [ 32 ] |
| 2020 | Bring Back My Ghouls | [ 33 ] |
| 2021 | Out of the Closet    | [ 34 ] |

### Videos musicales
| Año  | Título                 | Artista                 | Ref    |
| ---- | ---------------------- | ----------------------- | ------ |
| 2018 | «I Put a Spell on You» | Chester Lockhart        | [ 25 ] |
| 2018 | «Born to Bleed»        | Disasterina             | [ 35 ] |
| 2020 | «I'm Ready»            | Sam Smith y Demi Lovato | [ 26 ] |
| 2022 | «Let Us Die»           | King Princess           | [ 36 ] |

## Discografía

### Sencillos
| Título | Año  | Ref    |
| --- | ---- | ------ |
| "I'm That Bitch" (con el reparto de la temporada 12 de RuPaul's Drag Race)                                                          | 2020 | [ 37 ] |
| "madonna: The Unauthorized Rusical" (con el reparto de la temporada 12 de RuPaul's Drag Race)                                       | 2020 | [ 38 ] |
| "I Made It/Mirror Song/Losing Is the New Winning" (Las Vegas Live Medley) (con el reparto de la temporada 12 de RuPaul's Drag Race) | 2020 | [ 39 ] |
| "The Shady Bunch" (con el reparto de la temporada 12 de RuPaul's Drag Race)                                                         | 2020 | [ 40 ] |